# Susquehanna Trails
Susquehanna Trails és una concentració de població designada pel cens dels Estats Units a l'estat de Pennsilvània. Segons el cens del 2000 tenia 2.134 habitants.

## Demografia
Segons el cens del 2000, Susquehanna Trails tenia 2.134 habitants, 734 habitatges, i 584 famílies. La densitat de població era de 259,1 habitants/km².
Dels 734 habitatges en un 46,3% hi vivien nens de menys de 18 anys, en un 68,3% hi vivien parelles casades, en un 5,7% dones solteres, i en un 20,3% no eren unitats familiars. En el 15,5% dels habitatges hi vivien persones soles el 4,9% de les quals corresponia a persones de 65 anys o més que vivien soles. El nombre mitjà de persones vivint en cada habitatge era de 2,91 i el nombre mitjà de persones que vivien en cada família era de 3,24.
Per edats la població es repartia de la següent manera: un 31,2% tenia menys de 18 anys, un 6% entre 18 i 24, un 35,8% entre 25 i 44, un 19,4% de 45 a 60 i un 7,6% 65 anys o més.
L'edat mediana era de 34 anys. Per cada 100 dones de 18 o més anys hi havia 105,7 homes.
La renda mediana per habitatge era de 42.000 $ i la renda mediana per família de 45.672 $. Els homes tenien una renda mediana de 36.806 $ mentre que les dones 23.616 $. La renda per capita de la població era de 16.695 $. Entorn de l'1,4% de les famílies i el 3,4% de la població estaven per davall del llindar de pobresa.

## Poblacions més properes
El següent diagrama mostra les poblacions més properes.